# Свищёв, Александр Юрьевич
Александр Юрьевич Свищёв (укр. Олександр Юрійович Свіщов; род. 22 сентября 1970 года, Львов, Львовская область, УССР) — украинский спортивный функционер и предприниматель. Президент Федерации водного поло Украины (ФВПУ) (с 17 июня 2021 года), вице-президент Федерации водного поло Украины (с 2014 по 2021 год). Президент ватерпольного клуба Динамо (Львов) (с 2012 года).

## Биография

### Ранняя жизнь
Александр Свищёв родился 22 сентября 1970 года в городе Львове. В 1987 году закончил общеобразовательную школу и поступил во Львовское профтехучилище № 22, которое закончил 1989 году по профессии «мастер по ремонту часов».
В период с 1989 по 1994 год работал мастером по ремонту часов. Затем стал менеджером по продажам в компании ООО «Камаз—Львов», а в 1997 году был переведен на должность заместителя директора по продажам, где проработал до 2006 года.

### Предпринимательская деятельность
В 1999 году начал заниматься производством запчастей и комплектующих для крупногабаритной техники. В 2000 году инвестировал в акции ООО «Автомат» и стал одним из акционеров и совладельцев предприятия.
В 2002 году приобрёл акции Самборского опытно-экспериментального машиностроительного завода и стал его совладельцем. В 2006 году Александр Свищёв стал акционером предприятия «Литейный завод», где являлся коммерческим директором до 2011 года.
С 2011 года по 2012 год занимал должность председателя наблюдательного совета ОАО «Автомат». В 2012 году продал акции предприятий и инвестировал в розничную торговлю табачными изделиями.
В 2019 году стал соучредителем Львовской табачной фабрики.
В 2021 году окончил Львовский университет бизнеса и права по квалификации «Международные отношения, общественные коммуникации и региональные стадии».
С 2021 года является советником председателя Львовского областного совета.

### Спортивная карьера
С 2001 по 2003 год возглавлял украинский футбольный клуб СКА-Орбита (Львов).
В 2012 году вступил в должность президента ватерпольного клуба «Динамо» Львов. За несколько лет клуб стал чемпионом Украины, обладателем Кубка Украины, трёхкратным обладателем Суперкубка Украины.
В 2014 году был избран вице-президентом Федерации водного поло Украины. 17 июня 2021 года на отчётно-выборной конференции Александра Свищёва избрали президентом Федерации водного поло Украины на 4-летний срок.

## Награды
- Знак отличия «30 лет Независимости Украины» — за развитие спортивного потенциала и физической культуры Украины[11].
- Знак уважения Министерства обороны Украины — за волонтёрскую поддержку Вооруженных сил Украины и гуманитарную и финансовую помощь[11].